# Festivalbar 1975
Il dodicesimo Festivalbar fu vinto da Drupi con Due e da Gloria Gaynor con Reach Out (I'll Be There). Dato il crescente successo, la manifestazione fu spostata dall'altopiano di Asiago all'Arena di Verona, che diventerà sede fissa della finale.
Unico ospite della serata è Claudio Baglioni che si esibisce con il brano Poster.

## Cantanti partecipanti
1. Drupi - Due
2. Gloria Gaynor - Reach Out, I'll Be There
3. Beans - Come pioveva
4. Demis Roussos - From Souvenir to Souvenirs
5. Barry White - What am I gonna do with you?
6. Gianni Morandi - Il mondo di frutta candita

- Marcella - E quando
- Mia Martini - Donna con te (la Rai tagliò l'esibizione)
- Simon Luca - Per favore basta
- Le Orme - Sera
- Renato Pareti - Chi sarà
- Paolo Frescura - Bella dentro
- Josè Augusto - Candilejas
- Il Giardino dei Semplici - M'innamorai
- Mal - Parlami d'amore Mariù
- Patty Pravo - Incontro
- Riccardo Cocciante - L'alba
- Edoardo Bennato - Meno male che adesso non c'è Nerone
- Albatros - Africa
- Genova & Steffan - Piano... piano...
- Eric Clapton - Willie and the hand jive
- Gianni Bella - Oh mama
- I Profeti - Dimmi papà
- Umberto Napolitano - Ora il disco va
- I Romans - Stiamo bene insieme
- Sandro Giacobbe - Il giardino proibito
- Saro Liotta - Goa
- Momo Yang - Cuando calienta el sol
- Labelle - Lady Marmalade
- Domenico Modugno - Piange il telefono
- Santo California - Tornerò
- Mersia - Amava
- Gli Opera - Donna di chi
- Adriano Pappalardo - Mi basta così
- Beano - Candy baby
- The Les Humphries Singers - Top szene Hamburg
- Daniel Sentacruz Ensemble - Aguador
- Pino Presti - Smile
- The Ritchie Family - Brazil
- Leila Selli - Amica estate
- El Tigre - Baby
- Piergiorgio Farina - Il Padrino parte II°
- Santo & Johnny - Senza perdono
- Gian Piero Reverberi - Preludio Op.28 N.4 (di F.Chopin) (sigla di apertura)
- Charles Aznavour - Noi andremo a Verona
- Orchestra Casadei - giramondo
- Claudio Baglioni (ospite fuori concorso)

## Direzione artistica
- Vittorio Salvetti

## Organizzazione
- RAI